# La Mancellière-sur-Vire

La Mancellière-sur-Vire este o comună în departamentul Manche, Franța. În 1 ianuarie 2018 avea o populație de 519 de locuitori.